# Palladius de Ratiaria
Palladius de Ratiaria (latin : Palladius [episcopus] Ratiarensis) est un théologien arien de la fin du IVe siècle ; il est connu grâce aux Gesta concilii Aquileiensis d'Ambroise de Milan.

## Biographie
Évêque de Ratiaria, sur le Danube, dans la province de Dacie ripuaire (Dacia ripensis (en)), Palladius de Ratiaria est déposé comme arien par le concile d'Aquilée en 381.
Le rapport d'Ambroise sur ce concile nous apprend que Palladius avait déjà été déposé de l'épiscopat quarante ans auparavant comme entaché d'une hérésie à la fois opposée à l'arianisme et en connexion avec lui, celle de Photin, évêque de Sirmium.
Palladius est l'auteur d'une réfutation du de Fide d'Ambroise de Milan, d'annotations des Actes du concile d'Aquilée et d'une apologie des condamnés d'Aquilée.

### Éditions
- [Gryson 1980] R. Gryson, Scolies ariennes sur le Concile d'Aquilée, Paris, Cerf, coll. « Sources chrétiennes » (no 267), 1980, 1re éd., 1 vol., 386, in-8o (12,5 × 19,5 cm) (ISBN 2-204-01520-2, EAN 9782204015202, OCLC 299352623, BNF 36601915, SUDOC 000501980).